# Aho Rebas
Aho Rebas, född den 17 juli 1946 i Borås, är en tidigare rektor och förvaltningschef, sedermera militär och departementsråd i Estland. 
Rebas föddes i Borås sedan hans föräldrar flytt från sovjetrepubliken Estniska SSR sedan den tyska ockupationen upphört 1944. Han växte upp i Göteborg. Under 1960-talet och i början av 1970-talet spelade Rebas i Allsvenskan i basket för Narva SK och Högsbo Basket och var skidinstruktör och reseledare för Nevada Resor. Han engagerade sig också i estniska föreningar och var bland annat ordförande för Sverigeesternas Förbund och styrelseledamot i Esternas Världsråd. 
I slutet av 1970-talet undervisade han på högstadiet i Lövgärdesskolan i Angered i Göteborg. Därefter var han under många år rektor för Estniska Skolan i Göteborg och ämneslärare på Buråsskolan. 1990–1991 var Aho Rebas ledamot av Estlands Kongress, Estlands första demokratiskt valda parlament sedan andra världskriget.
År 1993 fick han anställning som departementsråd vid det estniska utrikesdepartementet. Inom kort utnämndes han till försvarsinspektör vid Estlands försvarsstab med uppgift att desovjetisera det estniska försvaret. Han utnämndes även till chef för Estlands militära underrättelse- och säkerhetstjänst. 
Aho Rebas återvände till Sverige och blev 1995 kultur- och fritidschef i Partille kommun. I december 2002 blev han utköpt från den tjänsten för tre årslöner. Under 2002 var Rebas president i Partille Rotaryklubb. Åren 2003–2008 arbetade han som lärare i Guldhedsskolan i Göteborg och blev våren 2008 departementsråd i Estland med ansvar för regeringens relationer till de ca 170 000 utlandsesterna. 2007, 2013 och 2018 var Aho Rebas huvudansvarig för Estivaler - estniska kulturfestivaler - i Göteborg och Stockholm. Aho Rebas har tilldelats flera estniska statliga förtjänsttecken. 2019 erhöll Aho Rebas Sverigeesternas Riksförbunds stora kulturpris. 2020 valdes Aho Rebas till ordförande för Esternas Världsråd (Estonian World Council) som företräder organiserade ester i elva länder och har ett nära samarbete med Estlands regering.   
Aho Rebas är bror till Hain Rebas.